# 王涛 (1905年)
王涛（1905年—1985年），上海崇明人，中华人民共和国政治人物。

## 生平
曾任中国民主建国会中央常委。1926年毕业于天津北洋大学矿冶系。曾任南京龙潭中国水泥厂技师、工程师。1929年，入德国水泥研究院学习，1932年回国后，任唐山启新洋灰公司副总工程师、总工程师。1938年开设华新水泥公司，在昆明、江西办厂，自任总经理和厂长。
中华人民共和国成立后，任华新水泥公司副经理兼总工程师，湖北省黄石市政协副主席，湖北省人民委员会委员。1955年调任建筑材料工业部技术司工作。1957年任建材部、建筑工程部水泥研究院院长。1954年，当选第一届全国人民代表大会代表。后担任北京建筑工程学院副院长，国家建筑材料工业局建筑材料科学研究院副院长，民建第三、四届中央常委。著有《水泥水化》、《抗海水水泥》、《战时中国小型水泥工业》。